# 채낙영
채낙영(1985년 9월 17일 ~)은 대한민국의 요리연구가다.

## 방송
- 에드워드 권의 Yes Chef 1 (2009) - Top6
- 올리브쇼 2014 (2014)
- 올리브쇼 셰프들의 레시피 게임 (2015)
- 올리브쇼 2016 (2016)
- 딜리셔스 데이 (2016) - 진행